# Stuttgart Open
Stuttgart Open (також Відкритий чемпіонат Штутгарта з тенісу) — міжнародний чоловічий професійний тенісний турнір, який проводився з 1916 року в Штутгарті, Німеччина. До початку Другої світової війни турнір відбувався під назвою Чемпіонат Штутгарта, пізніше Stuttgart International Championships, Internationales Weissenhof-Turnier.. Спонсором турніру є Mercedes-Benz, переможець отримує автомобіль фірми на додачу до призових.

## Фінали

### Одиночний розряд
| Рік                                   | Чемпіон                                             | Фіналіст                                            | Рахунок                                             |
| ------------------------------------- | --------------------------------------------------- | --------------------------------------------------- | --------------------------------------------------- |
| Інформація 1916–1948 років недоступна |                                                     |                                                     |                                                     |
| 1949                                  | Werner Breuthner                                    | Otto Fürst                                          | 6–3, 6–3, 4–6, 6–2                                  |
| 1950                                  | Helmut Gulcz                                        | Jan Dostal                                          | 2–6, 6–3, 6–3, 6–1                                  |
| 1951                                  | Otto Fürst                                          | Peter De Vos                                        | 6–3, 6–3                                            |
| 1952                                  | Milan Branović                                      | Жак Тома                                            | 4–6, 10–8, 7–5, ret.                                |
| 1953                                  | Торбен Ульріх                                       | Бенгт Аксельссон                                    | 2–6, 6–3, 6–2, 6–0                                  |
| 1954                                  | Готтфрід фон Крамм                                  | Роберт Бедар                                        | 6–4, 6–8, 6–2                                       |
| 1955                                  | Г'ю Стюарт                                          | Tony Vincent                                        | 6–2, 8–6, 6–4                                       |
| 1956                                  | Джек Аркінстолл                                     | Tony Vincent                                        | 6–2, 8–6, 6–4                                       |
| 1957                                  | Ладіслав Легенштайн                                 | Milan Branović                                      |                                                     |
| 1958                                  | Ульф Шмідт                                          | Жак Брішан                                          | 6–4, 6–4, 7–9, 6–1                                  |
| 1959                                  | Воррен Вудкок                                       | Торбен Ульріх                                       | 6–3, 6–2, 6–3                                       |
| 1960                                  | Ульф Шмідт (2)                                      | Воррен Вудкок                                       | 6–2, 2–6, 6–4, 1–6, 6–3                             |
| 1961                                  | Воррен Вудкок (2)                                   | Беррі Філліпс-Мур                                   | 2–6, 5–7, 6–4, 6–2, 7–5                             |
| 1962                                  | Ульф Шмідт (3)                                      | Ян-Ерік Лундквіст                                   | 6–4, 7–5                                            |
| 1963                                  | Гордон Форбс                                        | Воррен Вудкок                                       | 6–1, 8–6, 6–3                                       |
| 1964                                  | Кліфф Дрісдейл                                      | Кейт Діпраам                                        | 6–1, 6–3                                            |
| 1965                                  | Кліфф Дрісдейл (2)                                  | Вільгельм Бунгерт                                   | 6–0, 6–1, 6–1                                       |
| 1966                                  | Фрю Макміллан                                       | Кейт Діпраам                                        | 6–4, 7–5                                            |
| 1967                                  | Рой Емерсон                                         | Йон Ціріак                                          | 1–6, 6–3, 6–4, 6–2                                  |
| ↓ Відкрита ера ↓                      |                                                     |                                                     |                                                     |
| 1968                                  | Раманатхан Крішнан                                  | Detlev Nitsche                                      | 6–2, 6–8, 6–4, retired                              |
| 1969                                  | Крістіан Кунке                                      | Вільгельм Бунгерт                                   | 2–6, 6–2, 6–0, 6–2                                  |
| 1970                                  | Не проводився                                       | Не проводився                                       | Не проводився                                       |
| 1971                                  | Беррі Філліпс-Мур                                   | Іштван Гуяш                                         | 6–4, 6–3, 6–4                                       |
| 1972                                  | Аттіла Корпаш                                       | Zlatko Ivančić                                      | 6–8, 6–2, 6–3, 6–4                                  |
| 1973                                  | Гаральд Ельшенбройх                                 | Ганс-Юрген Поманн                                   | 2–6, 6–0, 6–2, 6–4                                  |
| 1974                                  | Ганс-Йоахім Плоц                                    | Жак Тамен                                           | 6–1, 2–6, 6–4, 6–4                                  |
| 1975                                  |                                                     | Юрген Фассбендер Дік Крілі                          | Final interrupted                                   |
| 1976                                  | Аттіла Корпаш (2)                                   | Zlatko Ivančić                                      |                                                     |
| 1977                                  | Юрген Фассбендер                                    | Аттіла Корпаш                                       |                                                     |
| ↓ Grand Prix circuit ↓                |                                                     |                                                     |                                                     |
| 1978                                  | Ульріх Піннер                                       | Кім Ворвік                                          | 6–4, 6–2, 7–6                                       |
| 1979                                  | Томаш Шмід                                          | Ульріх Піннер                                       | 6–4, 6–0, 6–2                                       |
| 1980                                  | Вітас Ґерулайтіс                                    | Войцех Фібак                                        | 6–2, 7–5, 6–2                                       |
| 1981                                  | Б'єрн Борг                                          | Іван Лендл                                          | 1–6, 7–6, 6–2, 6–4                                  |
| 1982                                  | Рамеш Крішнан                                       | Сенді Меєр                                          | 5–7, 6–3, 6–3, 7–6                                  |
| 1983                                  | Хосе Їгерас                                         | Гайнц Ґюнтгардт                                     | 6–1, 6–1, 7–6                                       |
| 1984                                  | Анрі Леконт                                         | Джін Меєр                                           | 7–6(11–9), 6–0, 1–6, 6–1                            |
| 1985                                  | Іван Лендл                                          | Бред Гілберт                                        | 6–4, 6–0                                            |
| 1986                                  | Мартін Хайте                                        | Юнас Свенссон                                       | 7–5, 6–2                                            |
| 1987                                  | Мілослав Мечирж                                     | Ян Гуннарссон                                       | 6–0, 6–2                                            |
| 1988                                  | Андре Агассі                                        | Андрес Гомес                                        | 6–4, 6–2                                            |
| 1989                                  | Мартін Хайте                                        | Горан Прпич                                         | 6–3, 6–2                                            |
| ↓ Тур ATP 500 ↓                       |                                                     |                                                     |                                                     |
| 1990                                  | Горан Іванишевич                                    | Гільєрмо Перес Рольдан                              | 6–7(2–7), 6–1, 6–4, 7–6(7–5)                        |
| 1991                                  | Міхаель Штіх                                        | Альберто Манчіні                                    | 1–6, 7–6(11–9), 6–4, 6–2                            |
| 1992                                  | Андрій Медведєв                                     | Вейн Феррейра                                       | 6–1, 6–4, 6–7(5–7), 2–6, 6–1                        |
| 1993                                  | Магнус Густафссон                                   | Міхаель Штіх                                        | 6–3, 6–4, 3–6, 4–6, 6–4                             |
| 1994                                  | Альберто Берасатегі                                 | Андреа Гауденці                                     | 7–5, 6–3, 7–6(7–5)                                  |
| 1995                                  | Томас Мустер                                        | Ян Апелль                                           | 6–2, 6–2                                            |
| 1996                                  | Томас Мустер (2)                                    | Євген Кафельников                                   | 6–2, 6–2, 6–4                                       |
| 1997                                  | Алекс Корретха                                      | Кароль Кучера                                       | 6–2, 7–5                                            |
| 1998                                  | Густаво Куертен                                     | Кароль Кучера                                       | 4–6, 6–2, 6–4                                       |
| 1999                                  | Магнус Норман                                       | Томмі Гаас                                          | 6–7(6–8), 4–6, 7–6(9–7), 6–0, 6–3                   |
| 2000                                  | Франко Скілларі                                     | Гастон Гаудіо                                       | 6–2, 3–6, 4–6, 6–4, 6–2                             |
| 2001                                  | Густаво Куертен (2)                                 | Гільєрмо Каньяс                                     | 6–3, 6–2, 6–4                                       |
| ↓ Тур ATP 250 ↓                       |                                                     |                                                     |                                                     |
| 2002                                  | Михайло Южний                                       | Гільєрмо Каньяс                                     | 6–3, 3–6, 3–6, 6–4, 6–4                             |
| ↓ Тур ATP 500 ↓                       |                                                     |                                                     |                                                     |
| 2003                                  | Гільєрмо Кор'я                                      | Томмі Робредо                                       | 6–2, 6–2, 6–1                                       |
| 2004                                  | Гільєрмо Каньяс                                     | Гастон Гаудіо                                       | 5–7, 6–2, 6–0, 1–6, 6–3                             |
| 2005                                  | Рафаель Надаль                                      | Гастон Гаудіо                                       | 6–3, 6–3, 6–4                                       |
| 2006                                  | Давид Феррер                                        | Хосе Акасусо                                        | 6–4, 3–6, 6–7(3–7), 7–5, 6–4                        |
| 2007                                  | Рафаель Надаль (2)                                  | Стен Вавринка                                       | 6–4, 7–5                                            |
| 2008                                  | Хуан Мартін дель Потро                              | Рішар Гаске                                         | 6–4, 7–5                                            |
| ↓ Тур ATP 250 ↓                       |                                                     |                                                     |                                                     |
| 2009                                  | Жеремі Шарді                                        | Віктор Генеску                                      | 1–6, 6–3, 6–4                                       |
| 2010                                  | Альберт Монтаньєс                                   | Гаель Монфіс                                        | 6–2, 1–2, RET.                                      |
| 2011                                  | Хуан Карлос Ферреро                                 | Пабло Андухар                                       | 6–4, 6–0                                            |
| 2012                                  | Янко Типсаревич                                     | Хуан Монако                                         | 6–4, 5–7, 6–3                                       |
| 2013                                  | Фабіо Фоніні                                        | Філіпп Кольшрайбер                                  | 5–7, 6–4, 6–4                                       |
| 2014                                  | Роберто Баутіста Аґут                               | Лукаш Росол                                         | 6–3, 4–6, 6–2                                       |
| 2015                                  | Рафаель Надаль (3)                                  | Віктор Троїцький                                    | 7–6(7–3), 6–3                                       |
| 2016                                  | Домінік Тім                                         | Філіпп Кольшрайбер                                  | 6–7(2–7), 6–4, 6–4                                  |
| 2017                                  | Люка Пуй                                            | Фелісіано Лопес                                     | 4–6, 7–6(7–5), 6–4                                  |
| 2018                                  | Роджер Федерер                                      | Милош Раонич                                        | 6–4, 7–6(7–3)                                       |
| 2019                                  | Маттео Берреттіні                                   | Фелікс Оже-Аліассім                                 | 6–4, 7–6(13–11)                                     |
| 2020                                  | Не проводився через пандемію коронавірусної хвороби | Не проводився через пандемію коронавірусної хвороби | Не проводився через пандемію коронавірусної хвороби |
| 2021                                  | Марин Чилич                                         | Фелікс Оже-Аліассім                                 | 7–6(7–2), 6–3                                       |
| 2022                                  | Маттео Берреттіні (2)                               | Енді Маррей                                         | 6–4, 5–7, 6–3                                       |
| 2023                                  | Френсіс Тіафо                                       | Ян-Леннард Штруфф                                   | 4–6, 7–6(7–1), 7–6(10–8)                            |
| 2024                                  | Джек Дрейпер                                        | Маттео Берреттіні                                   | 3–6, 7–6(7–5), 6–4                                  |
| 2025                                  | Тейлор Фріц                                         | Александр Зверєв                                    | 6–3, 7–6(7–0)                                       |

### Парний розряд
| Рік                    | Чемпіони                                            | Фіналісти                                           | Рахунок                                             |
| ---------------------- | --------------------------------------------------- | --------------------------------------------------- | --------------------------------------------------- |
| ↓ Grand Prix circuit ↓ |                                                     |                                                     |                                                     |
| 1978                   | Ян Кодеш Томаш Шмід                                 | Карлус Кірмайр Белус Прахокс                        | 6–3, 7–6                                            |
| 1979                   | Колін Даудесвелл Фрю Макміллан                      | Войцех Фібак Павел Сложил                           | 6–4, 6–2, 2–6, 6–4                                  |
| 1980                   | Колін Даудесвелл Фрю Макміллан                      | Кріс Льюїс Джон Юїлл                                | 6–3, 6–4                                            |
| 1981                   | Пітер Макнамара Пол Макнамі                         | Марк Едмондсон Майк Естеп                           | 2–6, 6–4, 7–6                                       |
| 1982                   | Марк Едмондсон Браян Тічер                          | Andreas Maurer Вольфганг Попп                       | 6–3, 6–1                                            |
| 1983                   | Ананд Амрітрадж Майк Бауер                          | Павел Сложил Томаш Шмід                             | 4–6, 6–3, 6–2                                       |
| 1984                   | Сенді Меєр Andreas Maurer                           | Фріц Бунінг Ферді Тейган                            | 7–6, 6–4                                            |
| 1985                   | Іван Лендл Томаш Шмід                               | Енді Колберг Жоао Суарес                            | 3–6, 6–4, 6–2                                       |
| 1986                   | Ганс Гільдемайстер Андрес Гомес                     | Мансур Бахрамі Дієго Перес                          | 6–4, 6–3                                            |
| 1987                   | Рік Ліч Тім Павсат                                  | Мікаель Пернфорс Магнус Тідеман                     | 6–3, 6–4                                            |
| 1988                   | Серхіо Касаль Еміліо Санчес Вікаріо                 | Андерс Яррід Мікаель Мортенсен                      | 4–6, 6–3, 6–4                                       |
| 1989                   | Петр Корда Томаш Шмід                               | Флорін Сегирчяну Цирил Сук                          | 6–3, 6–4                                            |
| ↓ Тур ATP 500 ↓        |                                                     |                                                     |                                                     |
| 1990                   | Пітер Олдріч Дані Віссер                            | Пер Генрікссон Ніклас Утґрен                        | 6–3, 6–4                                            |
| 1991                   | Веллі Месур Еміліо Санчес Вікаріо                   | Омар Кампорезе Горан Іванишевич                     | 4–6, 6–3, 6–4                                       |
| 1992                   | Гленн Леєндекер Байрон Талбот                       | Марк Россе Хав'єр Санчес                            | 4–6, 6–3, 6–4                                       |
| 1993                   | Том Нейссен Цирил Сук                               | Гері Мюллер Піт Норвал                              | 7–6, 6–3                                            |
| 1994                   | Скотт Мелвілл Піт Норвал                            | Якко Елтінг Паул Гаргейс                            | 7–6, 7–5                                            |
| 1995                   | Томас Карбонелл Франсіско Ройг                      | Елліс Феррейра Ян Сімерінк                          | 3–6, 6–3, 6–4                                       |
| 1996                   | Лібор Пімек Байрон Талбот                           | Томас Карбонелл Франсіско Ройг                      | 6–2, 5–7, 6–4                                       |
| 1997                   | Густаво Куертен Фернандо Мелігені                   | Доналд Джонсон Франсіско Монтана                    | 6–4, 6–4                                            |
| 1998                   | Олів'є Делетр Фабріс Санторо                        | Джошуа Ігл Джим Грабб                               | 6–1, 3–6, 6–3                                       |
| 1999                   | Жайме Онсінс Даніель Оршанік                        | Александар Кітінов Джек Вейт                        | 6–2, 6–1                                            |
| 2000                   | Їржі Новак (тенісист) Давід Рікл                    | Лукас Арнольд Кер Доналд Джонсон                    | 5–7, 6–2, 6–3                                       |
| 2001                   | Гільєрмо Каньяс Райнер Шуттлер                      | Майкл Гілл Джефф Таранго                            | 4–6, 7–6, 6–4                                       |
| ↓ Тур ATP 250 ↓        |                                                     |                                                     |                                                     |
| 2002                   | Джошуа Ігл Давід Рікл                               | Девід Адамс Гастон Етліс                            | 6–3, 6–4                                            |
| ↓ Тур ATP 500 ↓        |                                                     |                                                     |                                                     |
| 2003                   | Томаш Цибулець Павел Візнер                         | Євген Кафельников Кевін Ульєтт                      | 3–6, 6–3, 6–4                                       |
| 2004                   | Їржі Новак (тенісист) Радек Штепанек                | Сімон Аспелін Тодд Перрі                            | 6–2, 6–4                                            |
| 2005                   | Хосе Акасусо Себастьян Прієто                       | Маріано Худ Томмі Робредо                           | 7–6, 6–3                                            |
| 2006                   | Гастон Гаудіо Максим Мирний                         | Їв Аллегро Роберт Ліндстедт                         | 7–5, 6–7, [12–10]                                   |
| 2007                   | Франтішек Чермак Леош Фридль                        | Гільєрмо Гарсія-Лопес Фернандо Вердаско             | 6–4, 6–4                                            |
| 2008                   | Крістофер Кас Філіпп Кольшрайбер                    | Міхаель Беррер Міша Зверєв                          | 6–3, 6–4                                            |
| ↓ Тур ATP 250 ↓        |                                                     |                                                     |                                                     |
| 2009                   | Франтішек Чермак Міхал Мертиняк                     | Віктор Генеску Горія Текеу                          | 7–5, 6–4                                            |
| 2010                   | Карлос Берлок Едуардо Шванк                         | Крістофер Кас Філіпп Пецшнер                        | 7–6(7–5), 7–6(8–6)                                  |
| 2011                   | Юрген Мельцер Філіпп Пецшнер                        | Марсель Гранольєрс Марк Лопес Таррес                | 6–3, 6–4                                            |
| 2012                   | Жеремі Шарді Лукаш Кубот                            | Міхал Мертиняк Андре Са                             | 6–1, 6–3                                            |
| 2013                   | Факундо Баньїс Томас Беллуччі                       | Томаш Беднарек Mateusz Kowalczyk                    | 2–6, 6–4, [11–9]                                    |
| 2014                   | Mateusz Kowalczyk Артем Сітак                       | Гільєрмо Гарсія-Лопес Філіпп Освальд                | 2–6, 6–1, [10–7]                                    |
| 2015                   | Роган Бопанна Флорін Мерджа                         | Александер Пея Бруно Соарес                         | 5–7, 6–2, [10–7]                                    |
| 2016                   | Маркус Даніелл Артем Сітак                          | Олівер Марах Фабріс Мартен                          | 6–7(4–7), 6–4, [10–8]                               |
| 2017                   | Джеймі Маррей Бруно Соарес                          | Олівер Марах Мате Павич                             | 6–7(4–7), 7–5, [10–5]                               |
| 2018                   | Філіпп Пецшнер Тім Пюц                              | Роберт Ліндстедт Марцин Матковський                 | 7–6(7–5), 6–3                                       |
| 2019                   | Джон Пірс (тенісист) Бруно Соарес                   | Роган Бопанна Денис Шаповалов                       | 7–5, 6–3                                            |
| 2020                   | Не проводився через пандемію коронавірусної хвороби | Не проводився через пандемію коронавірусної хвороби | Не проводився через пандемію коронавірусної хвороби |
| 2021                   | Марсело Демолінер Сантьяго Гонсалес                 | Аріель Беар Ґонсало Ескобар                         | 4–6, 6–3, [10–8]                                    |
| 2022                   | Губерт Гуркач Мате Павич                            | Тім Пюц Майкл Вінус                                 | 7–6(7–3), 7–6(7–5)                                  |
| 2023                   | Нікола Мектич Мате Павич                            | Кевін Кравіц Тім Пюц                                | 7–6(7–2), 6–3                                       |
| 2024                   | Рафаель Матос Марсело Мело                          | Джуліан Кеш Robert Galloway                         | 3–6, 6–3, [10–8]                                    |
| 2025                   | Сантьяго Гонсалес Остін Крайчек                     | Алекс Мікелсен Ражів Рам                            | 6–4, 6–4                                            |